# Air Seychelles

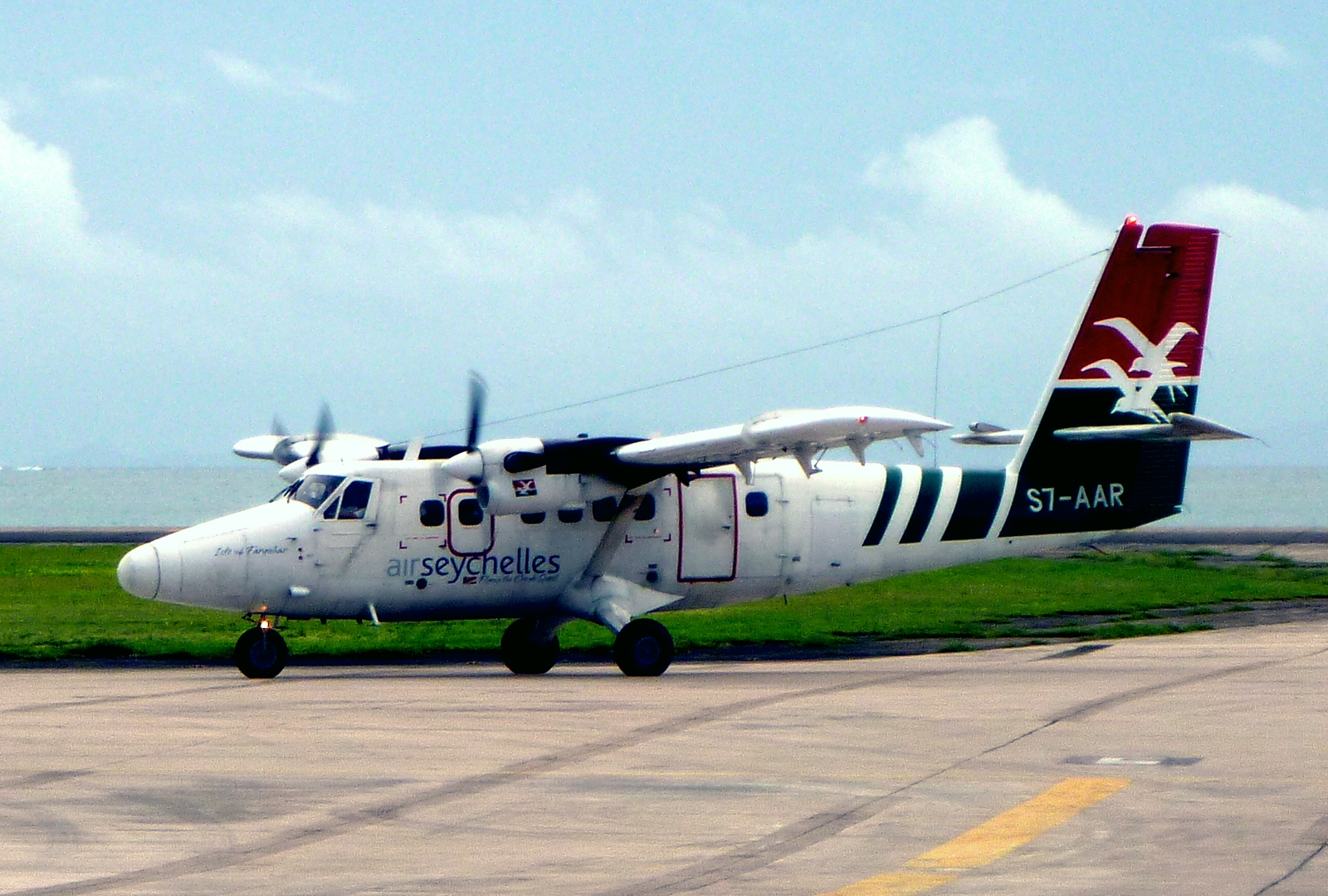
Самолёт авиакомпании

Air Seychelles — национальная государственная авиакомпания Сейшельских островов со штаб-квартирой в Сейшельском международном аэропорту (Маэ), выполняющая регулярные коммерческие перевозки по 9 пунктам назначения на трёх континентах мира.

## История

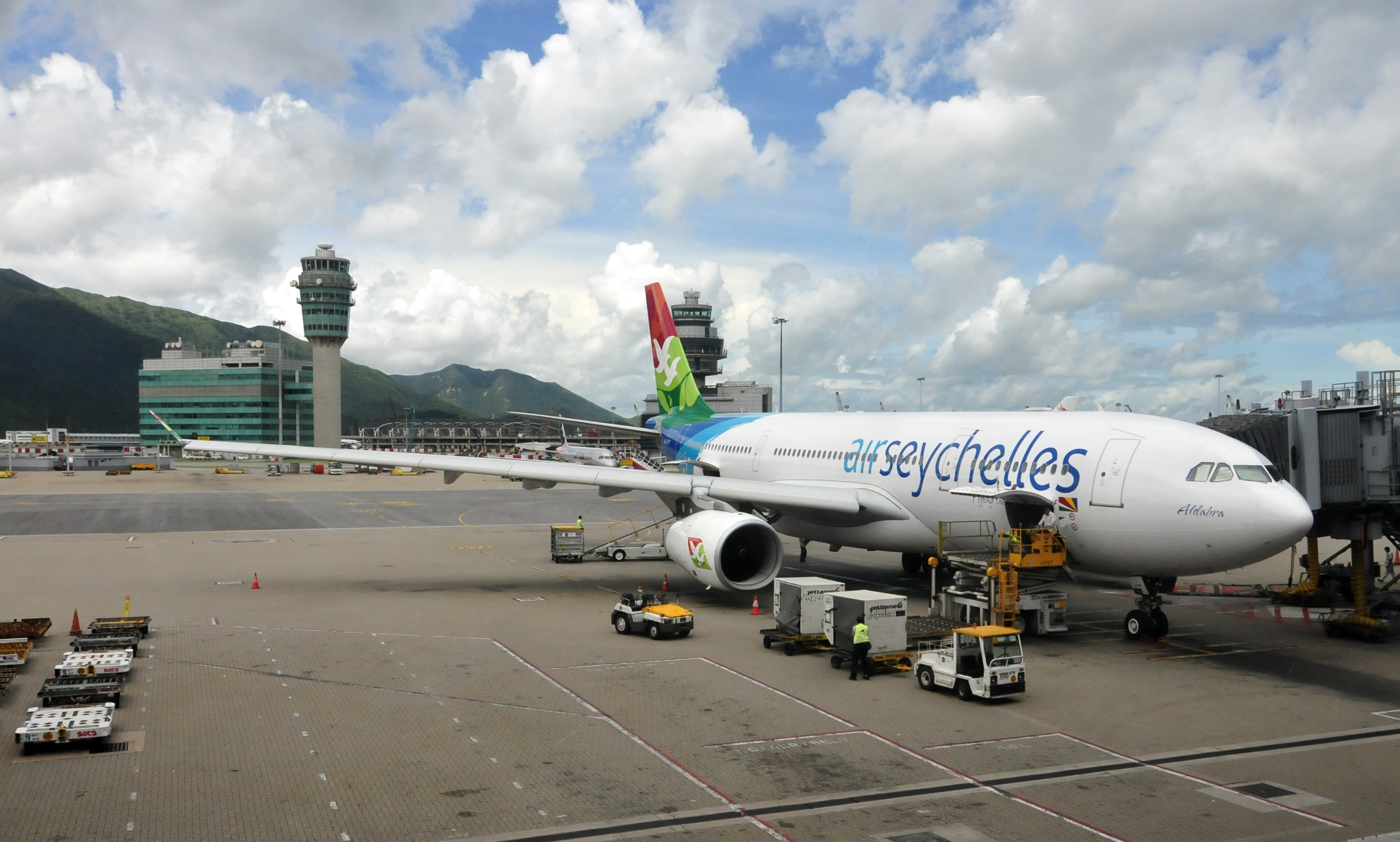
Airbus A330-200

В 1972 году на Маэ, центральном острове Сейшельского архипелага, открывается международный аэропорт. В период 1971-1981 годов, в связи с резко увеличившимся пассажиропотоком, открываются ещё 2 аэропорта на островах Праслен и Фрегат, находящиеся в 29 милях от острова Маэ. В то время на островах действовало несколько мелких частных авиаперевозчиков. Для создания конкурентоспособности и перевозки туристов из Европы, в 1978 году правительство Сейшельских Островов учреждает компанию Air Seychelles. В начале октября 1983 года открывается первый еженедельный рейс на Лондон с использованием самолёта DC-10 компании British Caledonian. В 1989 году Air Seychelles приобретает Boeing 767-200ER. В процессе перегона самолёта из города Гранд-Рапидс, США, был установлен рекорд дальности (14311 км), новый для данного типа самолёта. Boeing 767-200ER курсировал на линиях Лондон, Париж, Франкфурт-на-Майне, Цюрих и Рим. В 1993 году Air Seychelles приобрела Boeing 757 для линий на Мадрид, Найроби, Йоханнесбург, Дубай, Мумбаи и Сингапур.
В 1996 году Air Seychelles получает новый Boeing 767-300ER и заменяет им Boeing 757.
В апреле 2001 года Air Seychelles приобретает второй Boeing 767-300ER на замену Boeing 767-200ER.
В ноябре 2001 года приобретается Boeing 737-700 для местных авиалиний, но в апреле 2005 года снимается с эксплуатации ввиду реструктуризации маршрутов.

## Флот
В январе 2018 года воздушный флот авиакомпании Air Seychelles составляли следующие самолёты:

## Награды
Авиакомпания Air Seychelles имеет множество наград и свидетельств, которые показывают высокий стандарт в авиации.
- 2015 Лучшая авиакомпания государств Индийского океана[2]
- 2015 Лучшая авиакомпания государств Индийского океана — бизнес-класс[3]
- 2015 Лучшая авиакомпания государств Индийского океана — бортпроводники[4]
- 2014 Лучшая авиакомпания государств Индийского океана — бизнес-класс[5]
- 2014 Лучшая авиакомпания государств Индийского океана — бортпроводники[6]
- 2007 Лучшая авиакомпания государств Индийского океана — бизнес-класс[7]
- 2004 Лучшая авиакомпания государств Индийского океана[8]
- 2003 Лучшая авиакомпания государств Индийского океана[9]